# Himantopus himantopus
La cigüeñuela común (Himantopus himantopus) es una especie de ave caradriforme de la familia Recurvirostridae propia de Eurasia y África. Es un ave zancuda de medio tamaño bastante común en zonas pantanosas.

## Descripción

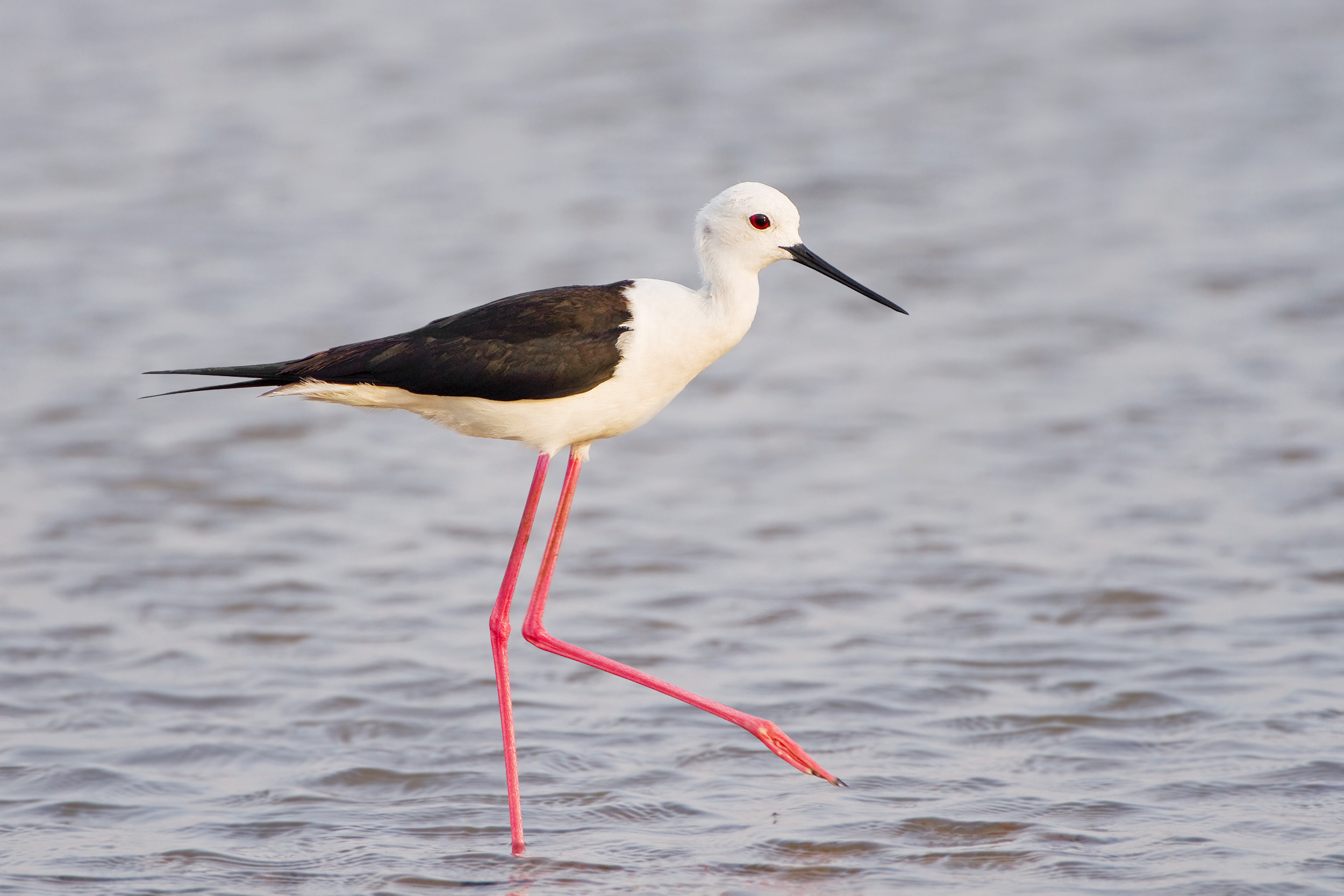
En invierno la mancha negra de sus cabezas se reduce, llegando a desaparecer en algunos individuos, especialmente en los machos.

Los adultos miden entre 33 y 36 cm de largo. La cigüeñuela se caracteriza por sus larguísimas patas de color rosado, y su pico negro, recto, fino y largo. Sus alas son cortas y de forma triangular. Su plumaje es de color blanco en las partes inferiores y flancos, mientras que los machos tienen las partes superiores de color negro, con iridiscencias verdes; y las hembras las tienen pardas, en contraste con sus rémiges negras. Ambos sexos presentan una mancha negra en el píleo y parte posterior del cuello de extensión variable, que se reduce en invierno y puede llegar a desaparecer, especialmente en los machos. Los juveniles presentan las partes superiores de color parduzco jaspeado y gris en lugar de negro en la cabeza.

## Taxonomía
La cigüeñuela común se clasifica en el género Himantopus, con otras cuatro cigüeñuelas, dentro de la familia Recurvirostridae, junto a las avocetas. A su vez Recurvirostridae se clasifica entre los Charadriiformes, un gran orden de aves en su mayoría acuáticas, que se divide en seis subórdenes: Charadrii (ostreros, chorlitos, avefrías, cigüeñuelas y afines), Chionidi (alcaravanes, picovainas y chorlito de Magallanes), Turnicidae (torillos), Lari (gaviotas, picos tijera, charranes, alcas, págalos, canasteras y afines), Limicoli (agachonas, jacanas, aguateros, el llanero, correlimos, andarríos y afines).
La cigüeñuela fue descrita científicamente por Carlos Linneo en 1758 en la décima edición de su obra Systema naturae, con el nombre de Charadrius himantopus. En 1760 el zoólogo francés Mathurin Jacques Brisson la trasladó como especie tipo del género Himantopus. El nombre de su género y especie procede de la combinación de los términos griegos ἱμάντος (himantos) «correa» y πούς (pous) «pies», en alusión a sus largas patas. A pesar de su amplia distribución no se reconocen subespecies diferenciadas de cigüeñuela común. Anteriormente todas las especies de cigüeñuelas de América y Oceanía se consideraban subespecies de ésta, pero ahora se consideran especies separadas.

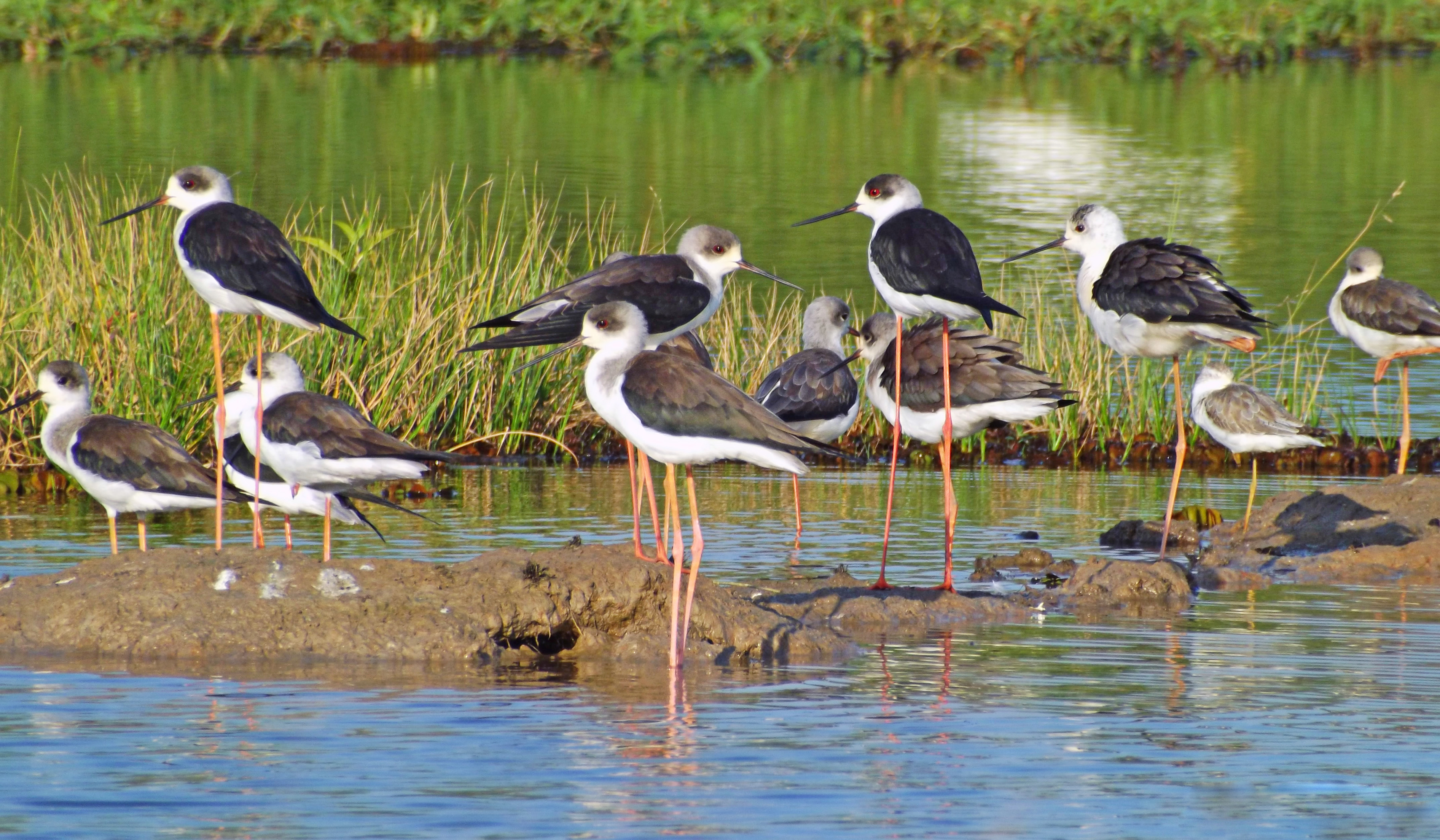
Suelen vivir en aguas someras.

## Distribución y hábitat
La cigüeñuela común se cría en los humedales de una amplia franja de la Eurasia templada, y migra para pasar el invierno en el sur de Asia y el África subsahariana. El hábitat reproductivo de esta zancuda son los pantanos, lagos someros y charcas. Algunas poblaciones son migratorias, y se trasladan al sur y las costas oceánicas en invierno. Las que viven en regiones más cálidas son sedentarias o realizan desplazamientos cortos. En Europa, la cigüeñuela suele divagar en primavera más al norte de su área de distribución normal, y ocasionalmente se queda a criar en los países del norte.

## Comportamiento

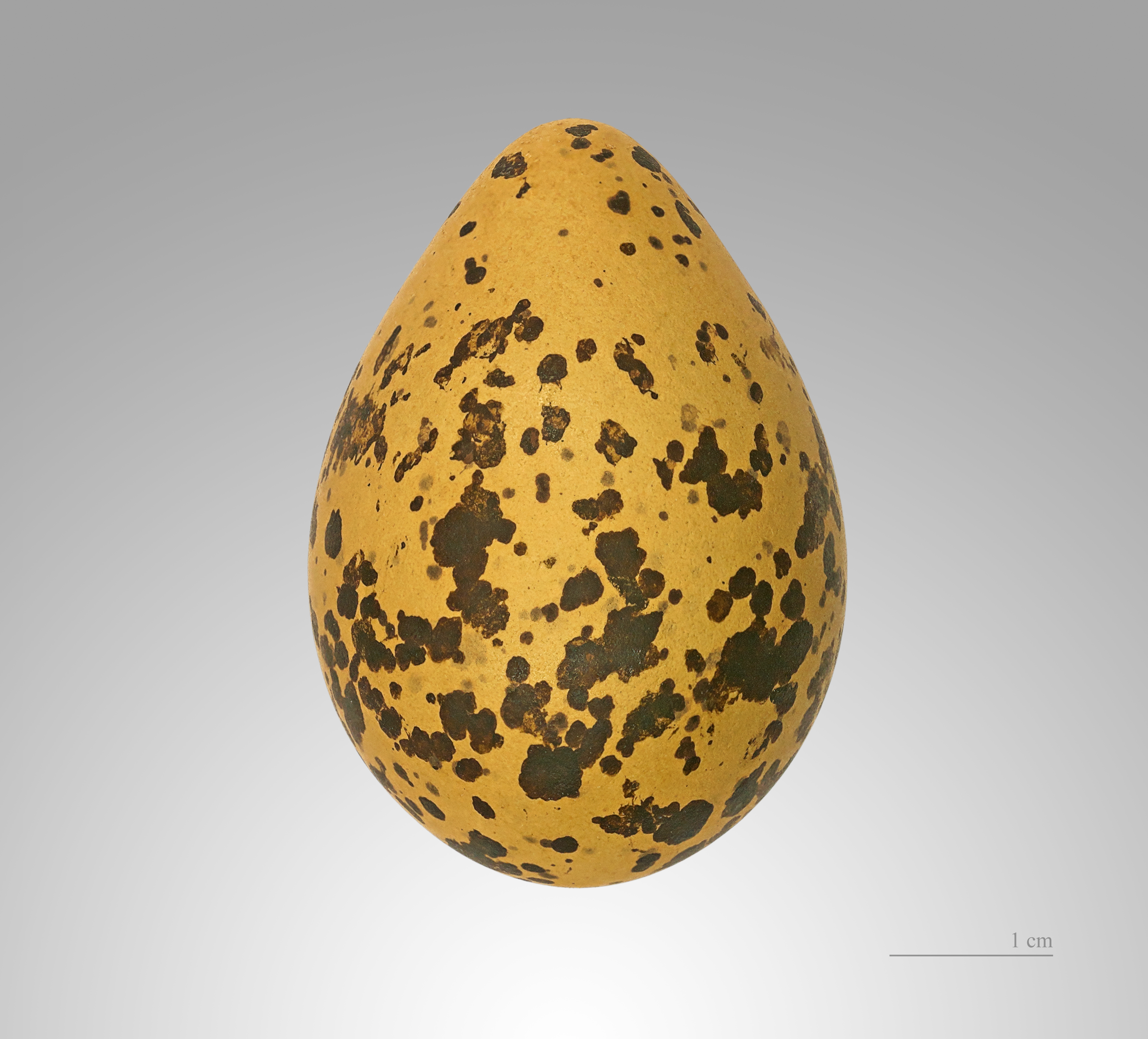
Huevo de Himantopus himantopus.

Buscan alimento en la arena, el barro o el agua, y comen principalmente insectos, gusanos y pequeños crustáceos vadeando por barrizales o zonas inundadas. 

### Reproducción
Cría en pantanos y lagunas pocos profundas, o estanques. El nido es una taza desnuda en la tierra cerca del agua. Estas aves anidan a menudo pequeños grupos, a veces mezcladas con las avocetas. Una curiosidad que también se da en otras especies de aves es la estrategia que siguen para proteger la nidada, cuando un depredador se acerca a los huevos, simulan tener un ala rota para distraer la atención del atacante y alejarlo del nido.

## Numismática
En los años 2019, 2020 y 2021 la cigüeñuela común fue homenajeada en Turquía como parte de la Serie Numismática Aves de Anatolia, en cuatro monedas distintas:
- 1 kuruş, año 2019, bimetálica (centro de latón, anillo de cuproníquel).[11]
- 1 kuruş, año 2019, bimetálica (centro de cuproníquel, anillo de latón).[12]
- 1 kuruş, año 2020, aluminio.[13]
- 1 kuruş, año 2021, bronce.[14]

El nombre en turco para esta ave es bayaği uzunbacak.